# Mistress Music
Mistress Music è un album di Burning Spear, pubblicato dalla Slash Records nel 1988. Il disco fu registrato al Tuff Gong Recording Studios di Kingston, Giamaica e mixato al Sound Ideas Studio di New York (Stati Uniti).

## Tracce
Testi e musiche di Winston Rodney
Lato A
1. Tell the Children – 3:55
2. Leader – 3:31
3. Woman I Love You – 3:52
4. One Way – 3:22
5. Negril – 4:06

Lato B
1. Mistress Music – 3:54
2. Love Garvey – 3:53
3. Tell Me Tell Me – 3:44
4. Say You Are in Love – 3:44
5. Fly Me to the Moon – 3:30

## Musicisti
- Winston Rodney - voce, armonie vocali
- Lenford Richards - chitarra solista
- Anthony Bradshaw - chitarra ritmica, armonie vocali
- Robbie Lyn - tastiere
- Michael Savage - pianoforte (solo brano: B1)
- Robby Lyn - sintetizzatore
- Jennifer Hill - sassofono (brani: B2 e B4)
- Pamela Fleming - tromba (brani: B2, B4 e B5)
- Nilda Richards - trombone (brani: B2 e B4)
- Rass Brass - strumenti a fiato
- Devon Bradshaw - basso
- Nelson Miller - batteria
- Alvin Haughton - percussioni